# Coulounieix-Chamiers

Coulounieix-Chamiers este o comună în departamentul Dordogne din sud-vestul Franței. În 2009 avea o populație de 8.402 de locuitori.

## Evoluția populației
| An        | 1975  | 1982  | 1990  | 1999  | 2006  | 2009  |
| --------- | ----- | ----- | ----- | ----- | ----- | ----- |
| Populație | 8.169 | 8.250 | 8.403 | 8.102 | 8.364 | 8.402 |